# Брайерс, Гэвин
Ричард Гэвин Брайерс (англ. Richard Gavin Bryars, 16 января 1943, Гулль) — британский композитор.

## Биография
Изучал философию в Шеффилдском университете, прежде чем посвятил себя музыке. Играл на контрабасе в джазовом трио. В конце 1960-х годов занимался у Дж. Кейджа и М. Фельдмана, испытал влияние минимализма. Под их воздействием написано первое из ставших известным сочинение Брайерса — «Крушение „Титаника“» (1969).

## Организаторская деятельность
В начале 1970-х годов создал Портсмутский симфонический оркестр, который должен был состоять только из людей, ранее не имевших никакого отношения к музыке, либо музыкантов, игравших не на тех инструментах, игре на которых они учились. Одним из его участников и солистов на кларнете был Брайан Ино.

## Творчество
Брайерсу принадлежат несколько опер: «Медея», поставленная в Лионской опере Робертом Уилсоном (1984, новая редакция — 1995), «Эксперимент доктора Окса» (1994—1996, по роману Ж. Верна, постановка Атома Эгояна, 1998), «Г» (2001, постановка 2002, о Гутенберге); балеты «Двуногое» (2001, постановка М. Каннингема), «Письмена на воде» (2002, постановка К. Карлсон), виолончельный концерт «Прощание с философией» (1995, записан Дж. Ллойдом Уэббером), скрипичный концерт (2000), концерт для контрабаса «Прощание с Санкт-Петербургом» (2002), три элегии для девяти кларнетов (1993), вокальный цикл «Книга песен Аднан» (1995—1996), три струнных квартета, несколько книг мадригалов и многие другие сочинения.

## Исполнители
Произведения Брайерса исполняют и записывают симфонический оркестр Би-би-си, Хиллиард-ансамбль, квартет Ардитти, квартет Баланеску и другие известные исполнители.